# Попытка государственного переворота в Бразилии (2022)

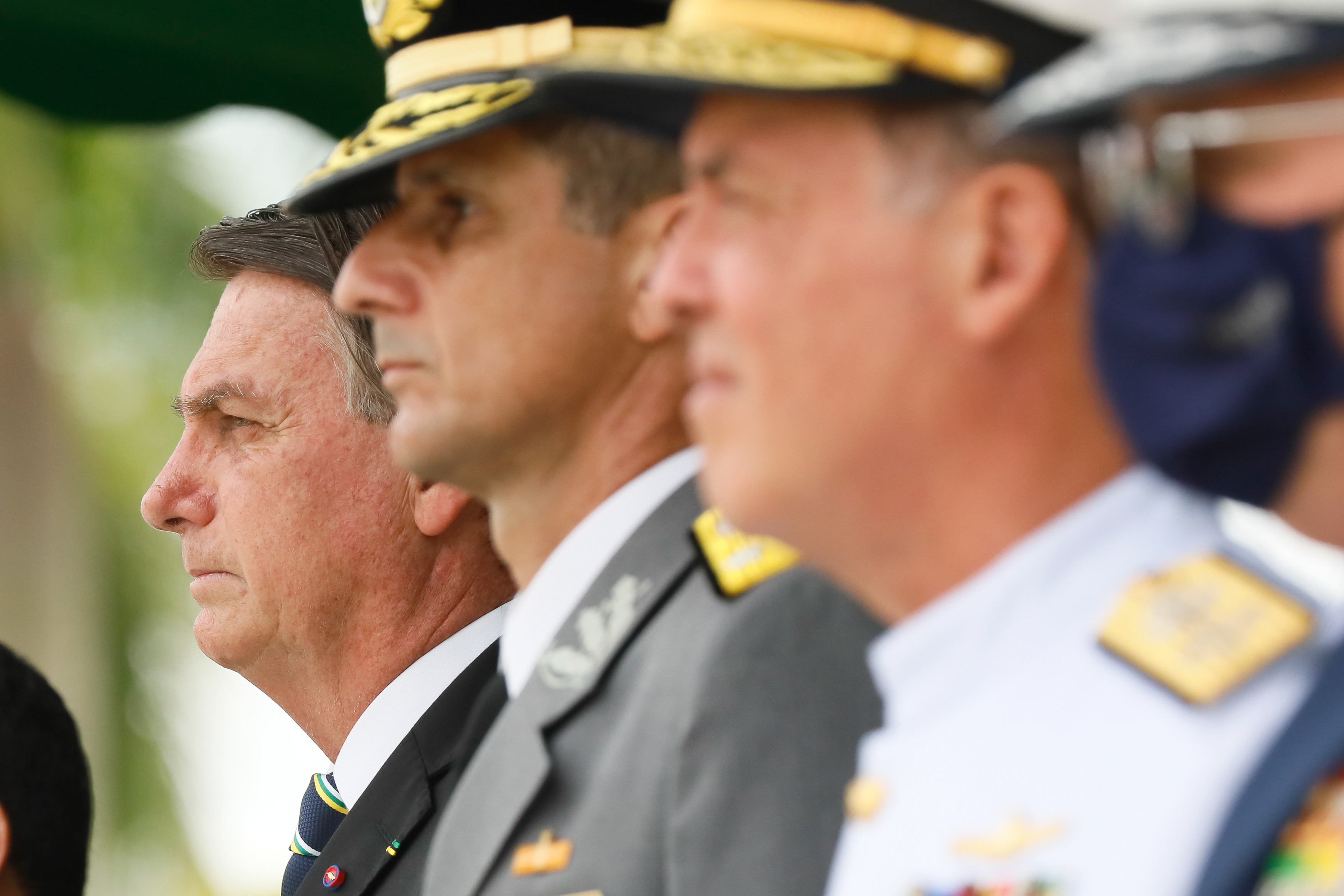
Жаир Болсонару и военачальники в декабре 2020 года.

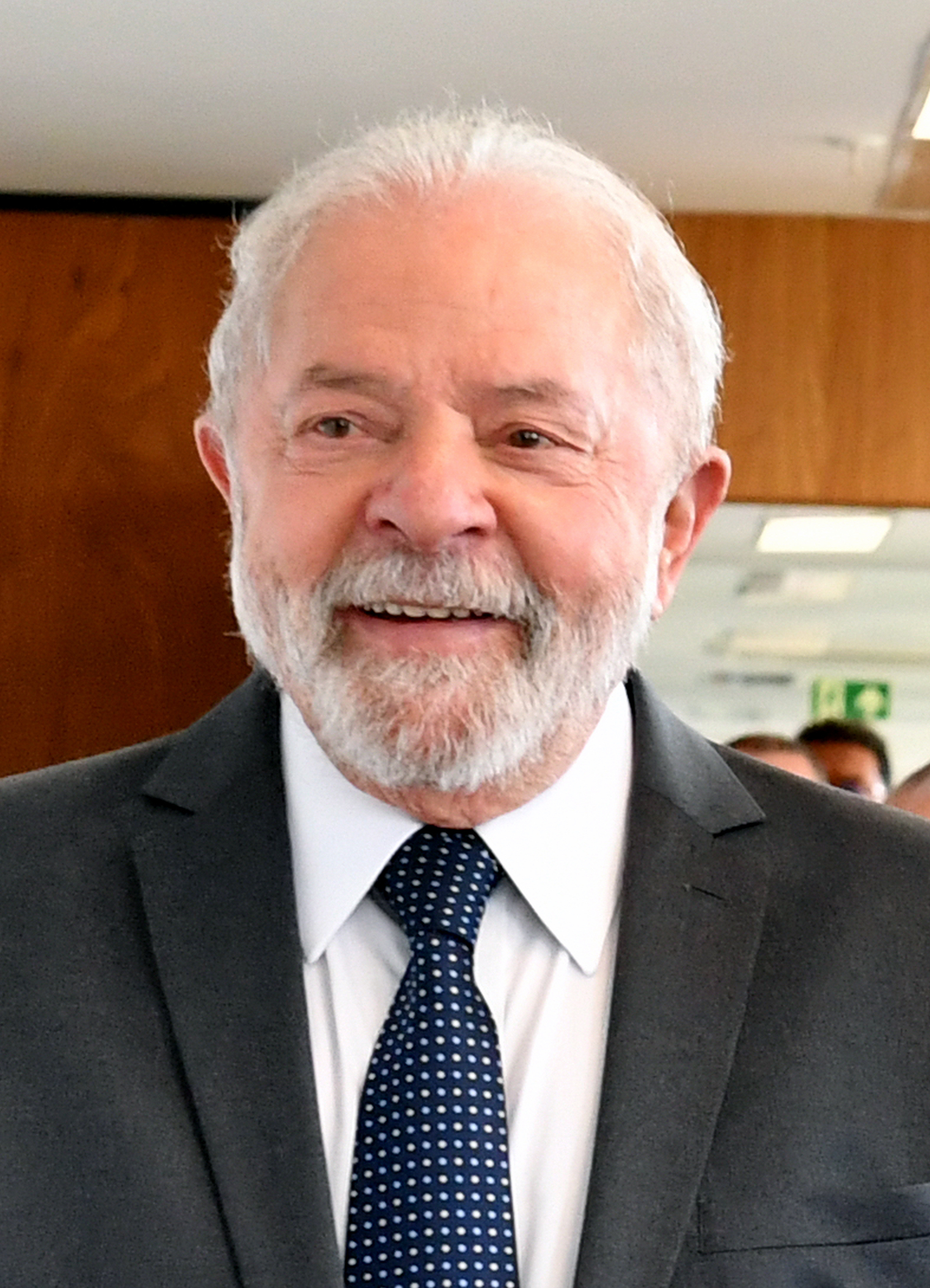
Визит избранного президента Лулы да Силвы в Высший суд правосудия в декабре 2022 года

В период после президентских выборов 2022 года в Бразилии группа членов правительства бывшего президента Жаира Болсонару и представителей Бразильских вооружённых сил разрабатывала планы по саботажу передачи власти новоизбранному президенту Луису Инасиу Луле да Силве. Среди предложенных действий было задержание судьи Верховного Федерального Суда (STF) Александре де Морайса и председателя Федерального сената Родриго Пашеко, а также закрытие ряда государственных учреждений, таких как Национальный Конгресс, Верховный избирательный суд и Верховный федеральный суд, с целью удержания Жаира Болсонару у власти и, возможно, укрепления его контроля над федеральным правительством. Планы, доказательства и личности, участвовавшие в организации попытки государственного переворота, постепенно раскрывались в ходе расследований, проведённых государственными органами и прессой в 2023 и 2024 годах.
Жаир Болсонару отверг все обвинения и заявил, что он «стал жертвой беспощадных преследований».
После того как сторонники Болсонару 8 января 2023 года штурмовали Конгресс и Верховный суд, более 1 400 человек были обвинены в причастности к беспорядкам. 8 февраля 2024 года были арестованы Валдемар Коста Нету, Либеральной партии, и трое помощников Болсонару.
21 ноября 2024 года Федеральная полиция предъявила обвинения Болсонару и ещё 36 людям в попытке свергнуть демократические институты Бразилии, включая заговор с целью убийства Луиса Инасиу Лулы да Силвы, тогдашнего вице-президента-избранника Жералдо Алкмина и судьи Верховного суда Александре де Морайса.

## Контекст

### Фейковые новости и попытки дискредитации избирательной системы
Фальшивые новости (или фейковые новости) сыграли особую роль в выборах в Бразилии в 2014, 2018 и 2022 годах, став инструментом, используемым различными сторонами с целью убедить и манипулировать избирателями. Хотя фейковые новости — не новое явление, широкое распространение цифровых средств коммуникации и лёгкость массового распространения сообщений в 2022 году сделали эту проблему центральной темой в электоральных дебатах, став объектом действий по её сдерживанию со стороны судов, законодательных органов и медиа-компаний.

## Доказательства

### Проект переворота
Федеральная полиция обнаружила проект объявления о перевороте в ходе обыска дома бывшего министра юстиции Андерсона Торреса. Документ описывал план введения чрезвычайного положения (estado de defesa), которое бы аннулировало результаты выборов 2022 года. Также в нём содержались обвинения в злоупотреблении властью и отсутствии беспристрастности против Верховного избирательного суда (TSE), который вел расследование против Болсонару и его сторонников во время его президентства.

#### Показания Андерсона Торреса
После возвращения в Бразилию Андерсон Торрес был арестован и находился под стражей четыре месяца, пока судья Верховного суда Александре де Морайс расследовал его роль в беспорядках. В своих показаниях Федеральной полиции 2 февраля 2023 года Торрес попытался отклонить проект переворота, найденный в его доме, утверждая, что это был документ «без юридической силы», который можно было бы выбросить. Он также заявил, что не он положил проект в папку на полке, и что, вероятно, это сделал его домработник во время уборки. Торрес повторил, что не составлял этот документ и не знал, кто его написал.
На обвинение в небрежности или соучастии в протестах на выборах 2022—2023 годов, которые culminировали в атаке на Конгресс 8 января 2023 года, Торрес, который 2 января занял пост главы службы безопасности Федерального округа, заявил, что выполнил все необходимые меры проверки и безопасности, полагаясь на отчёты, не предсказывавшие радикальных действий со стороны сторонников Болсонару. Полагая, что он выполнил свои обязанности, он считал уместным отправиться в запланированное семейное путешествие в США, где он остался в Орландо — том же городе, что и Болсонару, с которым, как он утверждает, не координировал свои планы и с которым не встречался.
Рикардо Каппелли, временный начальник службы безопасности Бразилии, назначенный Лулой после беспорядков, охарактеризовал 8 января как «структурированную операцию саботажа» и добавил:

«Торрес взял на себя ответственность за безопасность (в Бразилиа), уволил всю цепочку командования и затем уехал в путешествие. Если это не саботаж, то я не знаю, что это».

##### Мобильный телефон Андерсона Торреса
Что касается местоположения его телефона, Торрес заявил, что выключил его после того, как был отдан приказ о его аресте, из-за большого числа звонков, которые он получал, а вскоре после этого он его потерял. Он сказал, что не знает, где он находится, но добавил, что не оставил его в Соединённых Штатах. Торрес предложил предоставить пароль от своего облачного хранилища.

##### Учётная запись Маркоса ду Вала
15 июня 2023 года Федеральная полиция Бразилии, получив разрешение от судьи Верховного Федерального Суда Александре де Мораеса, провела обыски в домах, связанных с сенатором Маркосом ду Валем, который расследовался за препятствование расследованию попытки переворота 8 января в Бразилии. Ду Валь заявил, что судебный ордер был политическим преследованием, на которое он рассчитывал, но не в свой день рождения. Также была заблокирована его учётная запись в Twitter.
Газета O Globo получила доступ к докладу Федеральной полиции, в котором сообщалось, что ду Валь хвастался в нескольких группах WhatsApp, что он держит судьбу двух президентов в своих руках: «У меня есть бомба, чтобы уничтожить Болсонару, и другая, чтобы уничтожить Лулу». Он также заявил, что был ответственен за то, что Болсонару укрылся в Соединённых Штатах после проигрыша на выборах 2022 года: «Меня пригласил он [Болсонару] для этого. Как член CCAI [Комиссия по контролю за деятельностью смешанных разведывательных органов], я начал развивать этот процесс, чтобы увидеть, куда он приведет. Когда дело близилось к завершению, я сообщил ему, что он совершит очень серьёзное преступление против демократии, и с тех пор я сообщил об этом компетентным властям. Именно из-за этого он и сбежал в США».
Ду Валь вернулся в Сенат 3 августа 2023 года.

#### Аудиозаписи Айлтана Гомеша
Аудиозаписи от 15 декабря 2022 года бывшего майора и кандидата от Либеральной партии (PL) Айлтана Гомеша зафиксировали его инструкции тогдашнему командующему армией Фрейри Гомешу сделать «(…) o que tem que fazer» (что нужно сделать), установив срок до следующего дня для того, чтобы тот сделал заявление в поддержку переворота; в противном случае, как добавлялось в записи, заявление сделает Жаир Болсонару.

#### Встречи Болсонару по вопросам переворота
В заявлении, сделанном в рамках соглашения о признании вины, одобренного судьей Александре де Мораисом, Мауро Сид сообщил, что Жаир Болсонару встречался с командующими тремя родами войск вооруженных сил, чтобы оценить возможность осуществления переворота, черновик которого был подготовлен его советниками с целью предотвращения смены власти. Черновик якобы был передан Филипе Мартинсом, советником по международным делам. В его содержании предсказывалась арест политических оппонентов и судьи Александре де Мораиса.
План якобы был принят командующим ВМС Бразилии адмиралом Алмиром Гарньером Сантосом. Однако генерал Марко Антонио Фрейри Гомеш из Бразильской армии отказался участвовать, что привело к отказу от реализации плана. Оборонительная команда Болсонару заявила, что эти показания являются клеветой.
Кроме того, по словам Сида, Болсонару в ходе встреч в президентском дворце принимал различных людей, предложивших планы переворота, которые включали, среди прочего, использование неверной интерпретации статьи 142 Конституции Бразилии для передачи вооруженным силам полномочий по осуществлению «модерирующей власти». Были предупреждения о рисках, и тогдашний президент якобы принял печальное выражение лица, которое стало его отличительной чертой на первой публичной встрече после выборов.

#### Реакция
Обнаружение черновика вызвало широкий общественный, политический и судебный резонанс в Бразилии. Юристы обсуждали, что сам факт наличия такого документа является незаконным, независимо от его использования или того, удалось ли его использовать. Сенатор Рандолфе Родригес призвал Верховный Федеральный Суд начать расследование по поводу «попытки государственного переворота».
Во время медийного волнения, вызванного раскрытием черновика, Торрес заявил в социальных сетях, что этот черновик «скорее всего» был документом, который должен был быть уничтожен и порван Министерством юстиции и общественной безопасности. По его словам, черновик был взят без его ведома и использован не по назначению, что способствовало распространению «ложных нарративов» против него. В свою очередь, его адвокаты утверждали, что черновик был передан ему «гражданином», что не соответствует внутренним доказательствам в документе, который, как видно, был написан человеком, очень тесно следившим за событиями.
Оборонительная команда Жаира Болсонару пыталась исключить этот документ из параллельного расследования его попытки дискредитировать избирательную систему. Это расследование было инициировано после речи против Верховного избирательного суда, произнесенной на встрече с послами в 2022 году. Запрос был отклонен, и документ остался частью доказательств.
30 июня 2023 года большинство членов Верховного избирательного суда признали Жаира Болсонару недопустимым для занятия политической власти до 2030 года за его злоупотребление и неправильное использование средств массовой информации во время этой встречи.

#### Расследование
Федеральная полиция провела несколько судебных экспертиз и расследований по поводу документа, в том числе с целью отследить его распространение среди государственных органов. Согласно информации, собранной следователями, черновик достиг помощников Болсонару, а также членов его избирательного штаба на переизбрание. Были проведены анализы различных отпечатков пальцев, найденных на документе, а также предприняты усилия по выявлению принтера, с которого был напечатан документ, с использованием методов копирования документов. Судебная экспертиза направлена, прежде всего, на проверку того, был ли черновик подготовлен в рамках государственного учреждения, поскольку используемая судебная техника эффективна только для отслеживания принтеров среднего или крупного размера, и менее точна при анализе потребительских принтеров.

#### Операция Tempus Veritatis
8 февраля 2024 года Федеральная полиция провела 33 ордера на обыски и изъятие и 4 ордера на предварительное задержание в рамках операции Tempus Veritatis («час истины» на латыни). Среди арестованных оказались бывший специальный советник Болсонару Филипе Ж. Мартинс, отставной полковник Марселу Камара и майор Рафаэль Мартинс. Мерами обыска и изъятия были затронуты президент Либеральной партии Валдемар Коста Нетту, генералы Брага Нетту, Августу Элену и Паулу Сержио Ногейра, адмирал Альмир Ганьер Сантос, бывший министр Андерсон Торрес и сам Болсонару, у которого был изъят паспорт.
На следующий день, 9 февраля 2024 года, была опубликована запись встречи, состоявшейся 5 июля 2022 года, на которой тогдашний президент Жаир Болсонару инструктировал министров о необходимости действовать до выборов, чтобы избежать возможных «партизанских действий» в Бразилии. Видео, найденное на компьютере Мауро Сида, было раскрыто журналистом Белой Мегале из газеты O Globo. Болсонару якобы поручил распространение ложной информации с целью изменить ход выборов, утверждая о якобы имевших место фальсификациях, которые так и не были доказаны. На встрече присутствовали и другие министры, в том числе тогдашний министр обороны, который якобы заявлял, что Высший избирательный суд (TSE) является «врагом» болсонаристской группы. Эта запись является частью расследования попытки переворота, в котором участвуют военные и бывшие министры.
Во время встречи тогдашний министр Институциональной безопасности (GSI) генерал Августо Элену выразил намерение внедрить агентов Бразильской разведывательной службы (ABIN) в избирательные кампании как Болсонару, так и его основного оппонента Луиса Инасиу Лулу да Силвы. Элену поднимал важность действия до выборов, чтобы избежать возможных волнений, используя такие выражения, как «перевернуть стол» и подчеркивая необходимость решительных действий до голосования. Президент Болсонару прервал Элену, выразив обеспокоенность по поводу утечек, и предложил обсудить эти вопросы на частной встрече.

### Операция Контр-Переворот
19 ноября 2024 года Федеральная полиция Бразилии провела операцию Counter-Coup, расследуя план под названием «Зеленый и жёлтый кинжал», разработанный в 2022 году с целью помешать инаугурации Луиса Инасиу Лулы да Силвы и Жералду Алкмину, избранных президентом и вице-президентом Бразилии соответственно. План включал убийство Лулы, Алкмина и министра Федерального верховного суда Александре де Мораеса. Были арестованы пять подозреваемых, включая четырёх солдат спецназа армии — известных как «черные дети» — и сотрудника Федеральной полиции. Среди военных выделялся генерал в отставке Марио Фернандес, бывший член правительства Болсонару и парламентский советник Эдуарду Пазуэлло. Операция также включала обыски и изъятия, приостановку публичных функций для участников и другие профилактические меры.
Расследование показало, что план опирался на детализированные военные тактики, такие как скрытое наблюдение и незаконное использование государственных ресурсов. По данным расследования, план «Зеленый и жёлтый кинжал» начал разрабатываться 12 ноября 2022 года в доме Уолтера Брага Нетту, на тот момент проигравшего кандидата в вице-президенты от билета, возглавляемого Жаиром Болсонару. Были обнаружены доказательства, полученные с электронных устройств полковника Мауро Сида, бывшего помощника Болсонару. Операция является частью более широкого расследования антидемократических актов, связанных с выборами 2022 года и нападениями 8 января 2023 года, включая нарушения верховенства закона и хищение государственных средств.

### Обвинение
21 ноября 2024 года Федеральная полиция Бразилии предъявила обвинения Жаиру Болсонару и 36 другим лицам за попытку свержения демократических институтов страны. Обвинения включают планирование и организацию убийства избранного президента Лулы, вице-президента Жералду Алкмину и судьи Верховного суда Александре де Мораеса в 2022 году с целью удержания Болсонару у власти после окончания его срока полномочий. Большинство обвиняемых — высокопоставленные офицеры бразильской армии, назначенные на государственные должности во времена президентства Болсонару. В обвинительном заключении утверждается, что Болсонару имел «полное знание» о заговоре против Лулы. В тот же день Лула признался, что благодарен за неудачное покушение на его жизнь, которое не увенчалось успехом.

## Лица вовлеченные в попытку переворота

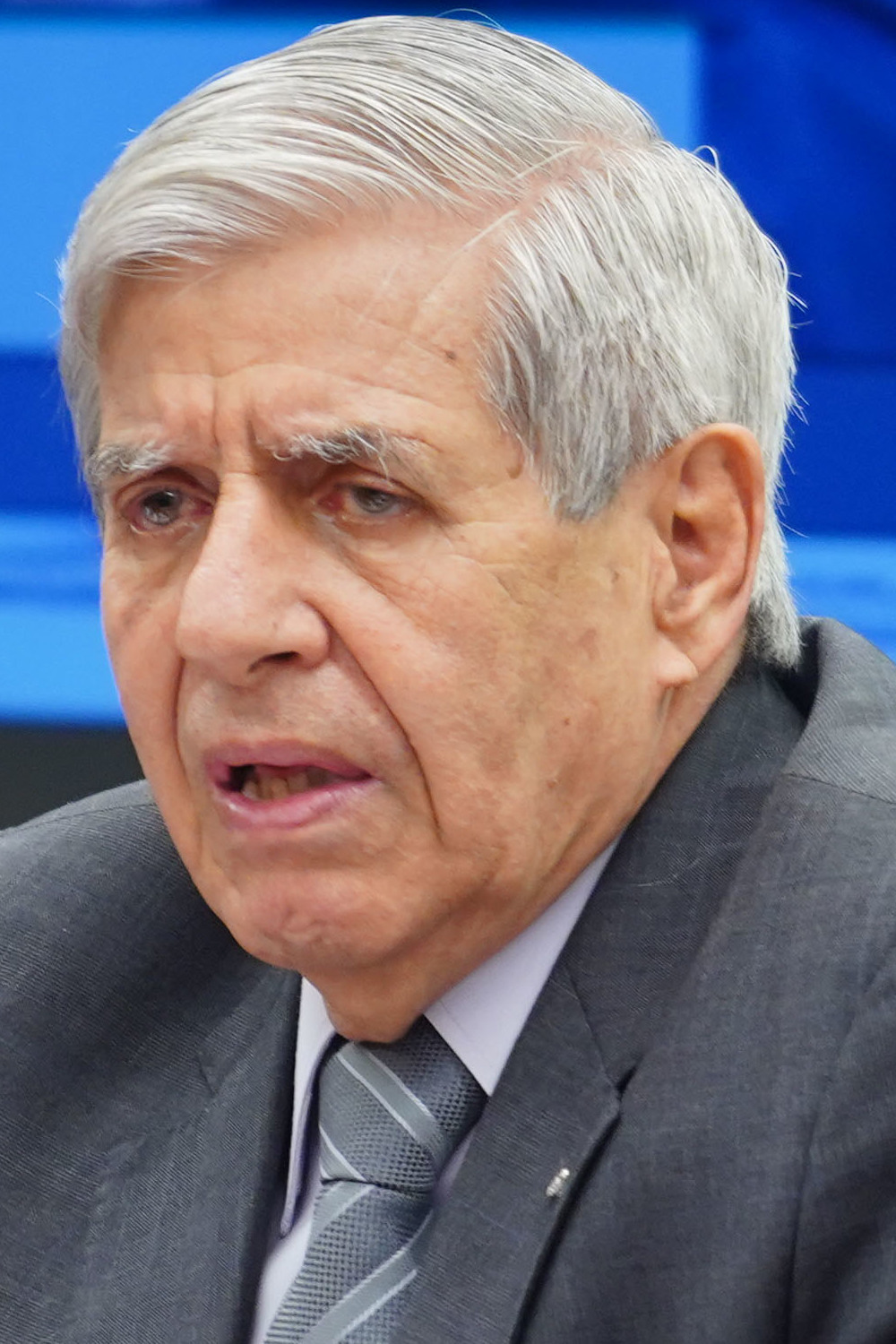
Аугусто Хелено

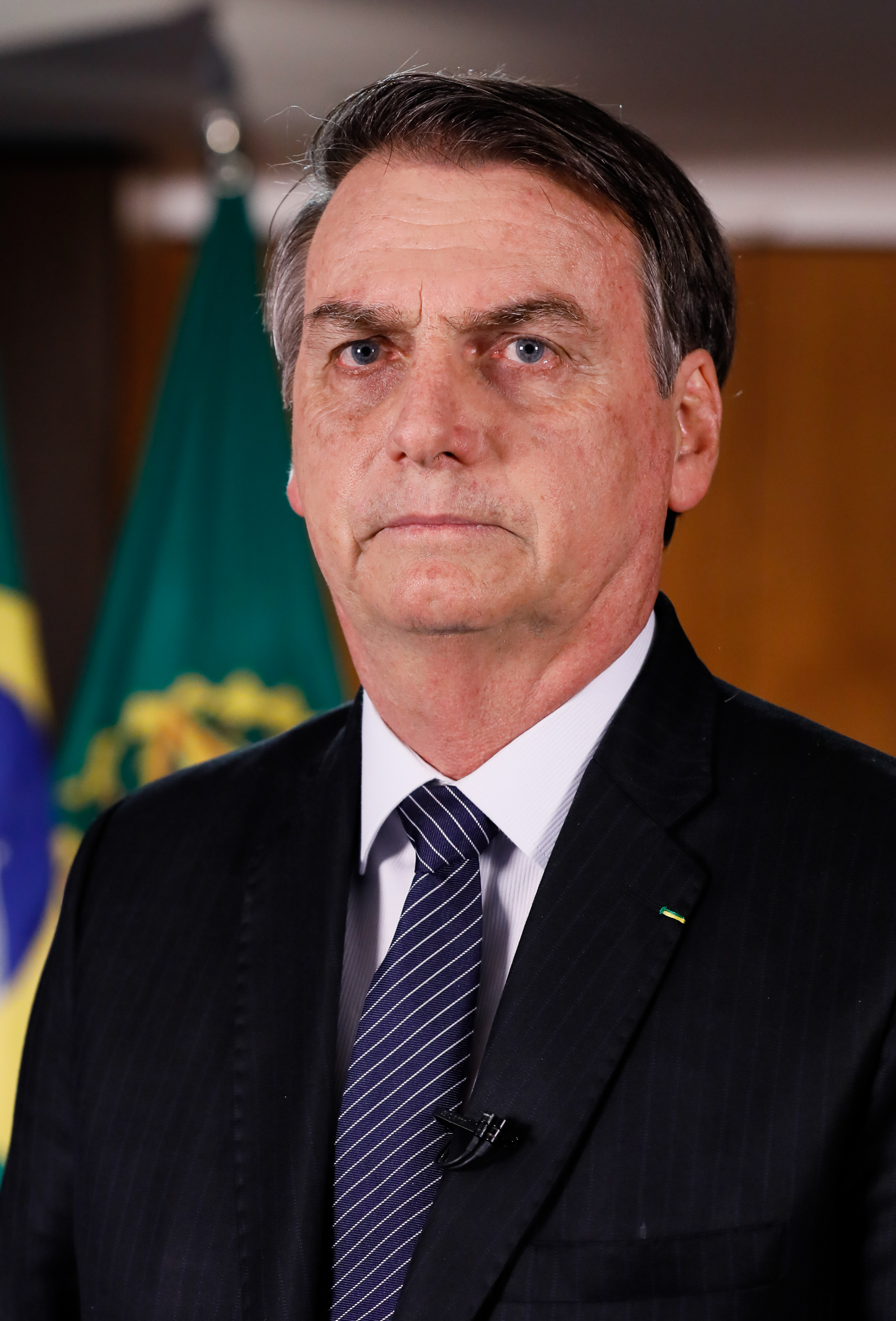
Жаир Болсонару

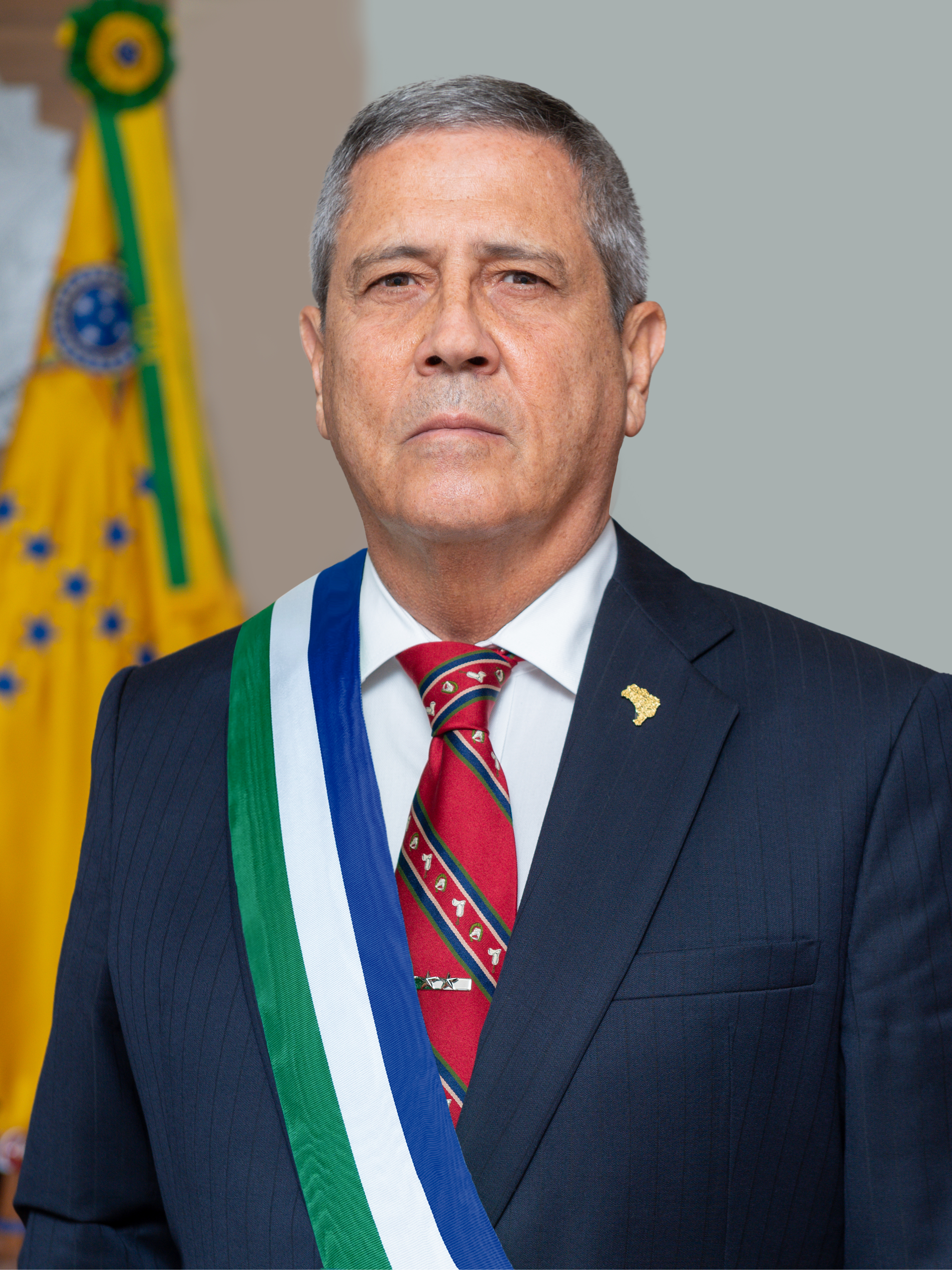
Валтер Брага Нетто

В рамках расследования возможной попытки переворота подозреваются следующие лица:
Жаир Мессиас Болсонару — бывший президент Бразилии, обвиняемый в планировании и содействии попытке свержения демократических институтов.
Генерал Августо Элено Рибейру Перейра — бывший глава Кабинета институциональной безопасности (GSI) при президентстве Болсонару, вовлечённый в планирование и поддержку антидемократических действий.
Генерал Уолтер Соуза Брага Нетту — бывший начальник штаба президента Болсонару, предположительно участвовавший в разработке стратегий, направленных на предотвращение инаугурации Луиса Инасиу Лулы да Силвы и Жералдо Алкмин.
Генерал Паулу Сержио Ногейра де Оливейра — бывший министр обороны при Болсонару, подозреваемый в участии в попытке переворота и подавлении демократических процессов.
Эти лица, наряду с другими, подвергаются юридическому расследованию за их предполагаемую роль в подрыве политической системы Бразилии.

### Андерсон Торрес
8 января 2023 года Торрес был освобождён от должности секретаря по вопросам общественной безопасности Федерального округа Бразилиа в связи с вторжением в бразильский Конгресс в 2023 году. Верховный суд Бразилии также выдал ордер на его арест за предполагаемую бездействие и сговор с мятежниками. Торрес отрицал все обвинения. 14 января 2023 года он был арестован по возвращении в Бразилию.

### Мауро Сид
Мауро Сезар Барбоса Сид, известный как полковник Сид, адъютант бывшего президента Жаира Болсонару, был арестован заранее в рамках операции Venire за участие в фальсификации данных о вакцинации от COVID-19 в системе Министерства здравоохранения. Изъятие материалов из дома Мауро Сида также раскрыло его сотрудничество с бывшим майором Эйлтоном Гомешем в планировании и наборе военных и гражданских для подготовки переворота.

### Эйлтон Гомеш
Эйлтон Гомеш, адвокат и бывший майор бразильской армии, был кандидатом от Либеральной партии на пост депутата штата Рио-де-Жанейро в 2022 году. Он был арестован в рамках операции Venire и был выявлен как один из лидеров попытки переворота после того, как Федеральная полиция исследовала содержимое телефона Мауро Сида. Гомеш был ответственен за «подстрекательство групп демонстрантов к поддержке антиполитических и антидемократических взглядов», согласно отчету Федеральной полиции, который также подчеркнул его близость к лидерам протестов 7 сентября 2021 года.

### Эльсио Франко
Эльсио Франко, бывший советник министерства Casa Civil и бывший заместитель министра здравоохранения, был обвинен в организации фальсификации данных о вакцинации. В ходе расследования Федеральной полиции была раскрыта его координация с подполковником Мауро Сидом по планированию переворота. В аудиосообщениях Франко предложил мобилизовать 1 500 человек из Вооруженных сил для проведения переворота.
Сид и Франко обсуждали, какие военные части и командиры могут поддержать их планы. Они также обсуждали возможность использования спецназа (Батальон специальных операций) для убийства тогдашнего командующего Фрейре Гомеша, если тот не согласится поддержать переворот.

### Карлос Болсонару
В начале февраля полиция провела обыск в доме сына экс-президента Болсонару, Карлоса, в рамках расследования по делу о злоупотреблении бразильским разведывательным агентством для слежки за противниками правительства, включая министров Верховного суда и Высшего избирательного суда, а также федеральных депутатов, сенаторов и других.

## События

### Соучастие в атаках на здания правительства
Бывший министр юстиции Андерсон Торрес был задержан из-за улик, свидетельствующих о его причастности к протестам.

## Хронология

### 2022
- 15 декабря: аудиозаписи между Эйлтоном Гомесом и Мауро Сидом.
- 5 июля: Министерская встреча, на которой Болсонару обсуждал планы возможного государственного переворота[32].

### 2023
- 23 января: первое свидетельство Андерсона Торреса в Федеральной полиции.
- 2 февраля: второе свидетельство Андерсона Торреса в Федеральной полиции[17].

### 2024
- 8 февраля: Начало операции Tempus Veritatis.
- 9 февраля: Опубликовано видео с заседания министров, на котором обсуждался план государственного переворота[31].